# Mordellina pilosella
Mordellina pilosella är en skalbaggsart som först beskrevs av Ray 1947.  Mordellina pilosella ingår i släktet Mordellina och familjen tornbaggar. Inga underarter finns listade i Catalogue of Life.